# Salach
Salach è un comune tedesco di 7 942 abitanti, situato nel land del Baden-Württemberg.